# Jan-Erik Vahlne
Jan-Erik Vahlne, född 1941, är en svensk ekonom och tidigare professor i företagsekonomi vid Handelshögskolan i Stockholm.
Jan-Erik Vahlne var professor i företagsekonomi med särskild inriktning mot internationellt företagande vid Handelshögskolan i Stockholm 1988–1995.